# Іка (Опатія)
45°18′ пн. ш. 14°17′ сх. д. / 45.3° пн. ш. 14.28° сх. д.
Іка (хорв. Ika) — населений пункт у Хорватії, у Приморсько-Горанській жупанії у складі міста Опатія.

## Населення
Населення за даними перепису 2011 року становило 377 осіб.
Динаміка чисельності населення поселення:

## Клімат
Середня річна температура становить 12,16 °C, середня максимальна – 23,15 °C, а середня мінімальна – 0,45 °C. Середня річна кількість опадів – 1355 мм.
| Клімат поселення                              | Клімат поселення | Клімат поселення | Клімат поселення | Клімат поселення | Клімат поселення | Клімат поселення | Клімат поселення | Клімат поселення | Клімат поселення | Клімат поселення | Клімат поселення | Клімат поселення | Клімат поселення |
| Показник                                      | Січ.             | Лют.             | Бер.             | Квіт.            | Трав.            | Черв.            | Лип.             | Серп.            | Вер.             | Жовт.            | Лист.            | Груд.            |                  |
| Середній максимум, °C                         | 9,18             | 8,88             | 11,09            | 15,05            | 19,05            | 22,92            | 23,15            | 22,93            | 18,95            | 15,15            | 10,72            | 8,38             |                  |
| Середня температура, °C                       | 4,95             | 4,66             | 6,87             | 10,83            | 14,83            | 18,71            | 20,79            | 20,56            | 16,59            | 12,80            | 8,35             | 6,01             |                  |
| Середній мінімум, °C                          | 0,74             | 0,45             | 2,65             | 6,61             | 10,60            | 14,50            | 18,43            | 18,21            | 14,24            | 10,42            | 6,00             | 3,64             |                  |
| Норма опадів, мм                              | 108              | 87               | 102              | 104              | 92               | 109              | 72               | 98               | 124              | 160              | 164              | 135              |                  |
| Середньомісячна швидкість вітру, м/с          | 2.97             | 3.16             | 3.17             | 3.00             | 2.72             | 2.60             | 2.56             | 2.62             | 2.71             | 3.02             | 3.26             | 3.20             |                  |
| Середньомісячна сонячна радіація, кДж/м²·день | 4428             | 7281             | 10398            | 14887            | 19029            | 20644            | 21647            | 18622            | 13788            | 8922             | 4842             | 3730             |                  |
| --------------------------------------------- | ---------------- | ---------------- | ---------------- | ---------------- | ---------------- | ---------------- | ---------------- | ---------------- | ---------------- | ---------------- | ---------------- | ---------------- | ---------------- |
| Джерело:                                      |                  |                  |                  |                  |                  |                  |                  |                  |                  |                  |                  |                  |                  |